# Michiyoshi Inoue
Michiyoshi Inoue est un chef d'orchestre japonais né le 23 décembre 1946 à Tokyo.

## Biographie
Michiyoshi Inoue naît le 23 décembre 1946 à Tokyo,.
Il étudie à l'École de musique Tōhō Gakuen avec Hideo Saito et travaille également à l'Académie de musique de Tokyo entre 1963 et 1970, avant d'y enseigner à partir de 1970,.
En 1970, il est lauréat du Concours international Min-On de Tokyo et devient chef associé au Tokyo Metropolitan Symphony Orchestra,.
En 1971, Michiyoshi Inoue remporte le premier prix du Concours de direction Guido Cantelli, et dirige à La Scala de Milan,. Il se perfectionne auprès de Sergiu Celibidache à Bologne et sa carrière prend son essor en Europe et en Amérique.
Entre 1977 et 1981, il est principal chef invité de l'Orchestre symphonique de Nouvelle-Zélande.
Il revient au Japon, où il est directeur musical du New Japan Philharmonic Orchestra de Tokyo entre 1983 et 1988. Il est ensuite directeur musical de l'Orchestre symphonique de Kyoto entre 1989 et 1998, et retrouve le New Japan Philharmonic Orchestra en tant que premier chef invité en 2000,.
Michiyoshi Inoue est aussi président de la Japan Shostakovich Society.
En 2007, il prend la direction de l'Ensemble orchestral de Kanazawa, et celle de l'Orchestre philharmonique d'Osaka en 2014.
À la baguette, son répertoire est vaste. Michiyoshi Inoue est réputé comme interprète de musique contemporaine et a dirigé les créations d'œuvres de Unsuk Chin (Santika Ekatala, 1993), Thierry Escaich (Vertiges de la Croix, 2004), Schin Ichiro Ikebe (Symphonie no 3 « Ego Pahno », 1984), Toru Takemitsu (Gémeaux, 1986) et Takashi Yoshimatsu (The Age of Birds, 1986), notamment,.